# Khu rừng tự sát
Khu rừng tự sát (tên gốc tiếng Anh: The Forest) là một bộ phim kinh dị siêu nhiên của Mỹ năm 2016, được đạo diễn bởi Jason Zada và biên kịch bởi Ben Ketai, Nick Antosca và Sarah Cornwell. Bộ phim có sự tham gia diễn xuất của Natalie Dormer và Taylor Kinney, với nội dung theo chân một phụ nữ trẻ đi đến Aokigahara để tìm kiếm em gái của mình.
Khu rừng tự sát được hãng Gramercy Pictures công chiếu vào ngày 8 tháng 1 năm 2016 ở Mỹ và khởi chiếu tại Việt Nam vào ngày 22 tháng 1 năm 2016. Dù bị giới phê bình đón nhận một cách tiêu cực, đây vẫn là một bộ phim đạt thành công phòng vé khi thu về 37,6 triệu USD so với kinh phí làm phim chỉ vào mức 10 triệu USD.

## Nội dung
Phần lớn bộ phim lấy bối cảnh xung quanh Rừng Aokigahara, một khu rừng nằm ở phía Tây Bắc của núi Phú Sĩ ở Nhật Bản, một nơi được biết đến là địa điểm để tự tử. Sara Price, một người phụ nữ Mỹ, nhận được cuộc gọi từ cảnh sát Nhật, người nói với cô rằng họ nghĩ người chị sinh đôi Jess của cô đã chết, vì cô ấy đã được nhìn thấy đi vào rừng Aokigahara. Bất chấp sự lo lắng từ hôn phu của cô, Rob, cô đến Nhật Bản và đến khách sạn nơi chị gái cô đã ở.
Ở khách sạn, cô gặp một phóng viên tên Aiden. Họ uống rượu cùng nhau, và cô đã kể cho anh nghe về cái chết của bố mẹ cô trong vụ tai nạn vì lái xe khi say rượu. Nhưng thực ra họ đã bị giết trong một vụ giết người - tự sát được thực hiện bởi mẹ cô, và chị gái cô đã nhìn thấy còn cô thì không. Aiden mời cô vào rừng với anh cùng với người dẫn đường, Michi, để cô có thể tìm chị mình. Trong khi ba người đi vào rừng, Michi nói với Sara rằng Jess rất có khả năng đã tự sát. Vào sâu trong rừng, họ tìm thấy một chiếc lều vàng mà Sara nhận ra là của Jess. Khi đêm xuống, Michi bảo họ để lại thông điệp cho Jess và rời đi. Sara từ chối, và Aiden tự nguyện ở lại với cô qua đêm.
Đêm đó, Sara nghe thấy tiếng xào xạc trong bụi cây và nghĩ rằng đó là Jess, cô chạy vào rừng theo những tiếng động. Sara tìm thấy một cô bé Nhật, Hochiko, người nói rằng mình biết Jess. Cô bé khuyên Sara không nên tin Aiden và chạy trốn khi nghe thấy tiếng Anh ta. Sara cố đuổi theo cô bé nhưng bị ngã và không thành công. Ngày hôm sau, Aiden và Sara bị lạc và bắt đầu đi quanh khu rừng. Khi bước đi, Sara bắt đầu nghi ngờ và yêu cầu Aiden đưa cô điện thoại của anh và tìm thấy ảnh của Jess trong đó. Aiden phủ nhận dính dáng đến Jess, nhưng Sara chạy vào trong rừng một mình. Khi chạy cô nghe thấy những tiếng gọi bảo cô quay đầu lại. Nhưng cô không bị lay chuyển cho đến khi cô nghe thấy tiếng gọi ở ngay sau cô. Cô quay lại và nhìn thấy một xác chết treo cổ, cô tiếp tục chạy trốn. Sau đó cô rơi xuống một cái hố dưới lòng đất và bị bất tỉnh. Sau đó cô tỉnh dậy và thấy rằng mình đang ở dưới hố với Hochiko, người mà hóa ra là một hồn ma. Aiden tìm thấy cô và giúp cô ra khỏi hố và với chút lòng tin, họ lại đi cùng nhau. Ở một nơi khác, Michi tìm thấy chiếc lều trống và tổ chức một buổi tìm kiếm.
Aiden đưa Sara đến một trạm kiểm lâm mà anh tìm thấy trên đường tìm cô. Ở trong, Sara nghe thấy tiếng chị gái cô và tìm thấy mảnh giấy ám chỉ rằng Aiden đang giam giữ Jess ở dưới hầm. Tin rằng anh là một mối đe dọa, Sara tấn công và giết Aiden với một con dao bếp nhỏ. Khi anh chết, Sara nhận ra Aiden đã nói sự thật và bức ảnh trong điện thoại anh, tiếng nói dưới hầm và mảnh giấy chỉ là ảo giác. Ở tầng hầm của trạm kiểm lâm, Sara nhìn thấy đêm mà bố mẹ cô chết qua điểm nhìn là Jess. Hồn ma bố cô đột nhiên xuất hiện và xông tới chỗ cô, và cô cắt ngón tay của ông ra khỏi cổ tay mình. Chạy xuyên qua rừng, cô nhìn thấy Jess đang chạy tới ánh đèn pin của đội tìm kiếm. Sara gọi chị gái cô, người không thể nghe thấy cô. Cô nhận ra việc cô trốn thoát khỏi trạm kiểm lâm cũng chỉ là một ảo giác khác. Khi cô cắt ngón tay bố mình, thực ra cô đang cắt cổ tay chính mình, và cô đang chết dần vì bị mất máu trong tầng hầm. Trong lúc cô khuất phục vết thương của mình, một hồn ma lôi Sara xuống nền đất của rừng. Người chị vẫn còn sống của cô được giải cứu và nói rằng cảm giác về chị cô đã biến mất và ta hiểu rằng Jess linh cảm được Sara đã chết. Khi đội cứu hộ rời đi, Michi nhìn chằm chằm vào một thứ gì đó và nhận ra, quá muộn, rằng đó là hồn ma của Sara. Bộ phim kết thúc với cảnh hồn ma của Sara tấn công camera/Michi.

## Diễn viên
- Natalie Dormer trong vai Sara Price / Jess Price
- Taylor Kinney trong vai Aiden
- Eoin Macken trong vai Rob
- Stephanie Vogt trong vai Valerie
- Yukiyoshi Ozawa trong vai Michi
- Rina Takasaki trong vai Hoshiko
- Noriko Sakura trong vai Mayumi
- Yuho Yamashita trong vai Sakura
- James Owen trong vai Peter
- Elliot Page trong vai Nell

## Phát hành
Vào tháng 5 năm 2014, Focus Features giành được quyền phát hành bộ phim nội địa. Vào ngày 20 tháng 5 năm 2015, Focus Features giao cho nhánh nhỏ Gramercy Pictures phát hành phim hành động, kinh dị và khoa học viễn tưởng, với bộ phim này là một trong những bản quyền của hãng. Bộ phim được khởi chiếu ở Mỹ vào ngày 8 tháng 1 năm 2016 và ở Việt Nam vào ngày 22 tháng 1 năm 2016.

## Đón nhận

### Doanh thu phòng vé
Khu rừng tự sát thu về 26,6 triệu USD chỉ tính riêng tại thị trường Mỹ và Canada và 13,1 triệu USD tại các quốc gia và vùng lãnh thổ khác, đưa tổng mức doanh thu toàn cầu lên tới 39,7 triệu USD, so với kinh phí sản xuất bộ phim là 10 triệu USD.
Bộ phim được khởi chiếu vào ngày 8 tháng 1 năm 2016 ở Mỹ cùng với sự mở rộng số rạp chiếu của Người về từ cõi chết. Trong dịp cuối tuần đầu tiên ra mắt, Khu rừng tự sát được dự đoán sẽ thu về 8-10 triệu đô từ 2.451 rạp. Bộ phim thu về 515.000 USD từ suất chiếu sớm ngày thứ Năm và 5 triệu USD trong ngày thứ nhất. Bộ phim thu về 13,1 triệu đô trong cuối tuần đầu tiên, đứng vị trí thứ 4, sau Star Wars: Thần lực thức tỉnh (41,6 triệu USD), Người về từ cõi chết (38 triệu USD) và Bố ngoan, bố hư (15 triệu USD).

### Đánh giá chuyên môn
Trên trang Rotten Tomatoes, bộ phim có xếp hạng 9%, dựa trên 109 bài phê bình, với số điểm trung bình là 4.1/10. Các nhà phê bình của trang nhất trí rằng, "Khu Rừng Tự Sát đã cho Natalie Dormer một vài cơ hội để chứng tỏ khả năng ở một vai diễn kép, nhưng những điều đó là không đủ để bác bỏ sự thật rằng bộ phim đơn giản là không đáng sợ đến thế." Trên trang Metacritic, bộ phim có số điểm trung bình là 34 trên 100, dựa trên 30 nhà phê bình, chỉ rõ "phản hồi tiêu cực". Những khán giả được khảo sát bởi CinemaScore cho bộ phim điểm "C" trên thang điểm từ A+ đến F.